# Immanuel Ibsen
Immanuel Ibsen (født 24. december 1887 i Aarhus, død 24. februar 1944 i Göteborg) var en dansk modernistisk maler.

## Uddannelse
Ibsen var søn af model- og skibssnedker Oskar Hans Michael Sophus Ibsen og Maren født Jeppesen. Han blev uddannet i malerfaget ved Aarhus Tekniske Skole, og fra 1911 til og med efterårssemestret 1915 frekventerede han Kunstakademiet i København, hvor han blev bekendt med Åge Vogel-Jørgensen. I 1916 fik han ét semesters privatundervisning hos den norske maler Ludvig Karsten. I denne periode var Ibsen også optaget af billedhuggerkunsten, og han udstillede i 1920 skulpturer på Charlottenborg blot for kort efter at lægge det på hylden.

## Stil og udvikling
I studietiden og frem til 1914 malede Ibsen en del billeder fra Christianshavn. I sin tidlige periode var han præget af Cézanne og Matisse, og hans værker fra 1910'erne er bygget op af kraftige farver og markante konturlinjer, som understreger motivets rumlige beskaffenhed. Under Ludvig Karstens indflydelse blev Ibsen animeret til at fokusere endnu mere på farverne, mens konturlinjen svandt mere og mere bort. Det ses blandt andet i de værker, som han udførte, da han i årene 1917 og 1918 besøgte Mols, hvor han især fokuserede på Rolsø Ødekirke.
I 1920'erne måtte Ibsen af nød ernære sig som vognmaler om dagen og havde kun aftenen til malerier, og først i 1930'erne begyndte han at kunne leve nogenlunde af sin kunstneriske metier. Af samme grund blev det aldrig til de store studierejser. Han modtog dog Aug. Schiøtts Legat 1940 og Kaufmanns Legat 1942. I stedet blev hans motivverden omgivelserne på Christianshavn, hvor han fortsat boede, kvindeskikkelsen og ikke mindst interiørskildringer og opstillinger. Til sin tidlige død i 1944 fandt han frem til en malestil, hvor rumvirkningen undertrykkes til fordel for det rene koloristiske spil mellem forskellige delelementer. Han benævnte dette "det skyggeløse maleri". Her forfinede han de fremgangsmåder, som havde lært af blandt andre samtidige malere som Harald Giersing og Edvard Weie.
Ibsens mange stilleben præges af en tør farveholdning, hvor de rene spektralfarver brækkes med grålige nuancer for at holde farvevirkningen på fladen. Ibsens kunst er overmåde kontrolleret med mange gennemarbejdninger, og værkerne præges af en streng struktur, men bliver aldrig abstrakt. Virkningen er ofte fresko-agtig.
Ibsen var ekstremt selvkritisk. Han overmalede gerne selv færdige og harmoniske kompositioner for at gøre det sværere for sig selv, og han dyrkede det perfekte og afbalancerede udtryk. Andre værker blev slet og ret kasseret.

## Privat
Immanuel Ibsen ægtede den 19. marts 1921 i København Astrid Philipson (født 27. juni 1891 i København, død 16. december 1978 i Gentofte), datter af grosserer Leopold Philipson og Frederikke født Cohn. Hustruen var jødisk, og det fik betydning under besættelsen, hvor Ibsen i forvejen var engageret i illegalt arbejde, som fandt sted på den maleskole, som han også drev. Da forfølgelsen af de danske jøder satte ind i efteråret 1943, flygtede han til Sverige med sin kone, men døde allerede året efter af hjerteproblemer. Ibsen er begravet anonymt i et fælles urnegravsted på Östra kyrkogård i Göteborg.

## Eftermæle
I 1943 blev Ibsen medlem af sammenslutningen Høstudstillingen, men nåede kun at udstille i dette regi samme år og dernæst posthumt i 1945. Efter hans død afholdt Kunstforeningen i 1944 en mindeudstilling for ham, som blev gentaget i 1964. Nogenlunde samtidig fik han en separatudstilling på Kunstpavillonen i Esbjerg 1964-65, og i 1992 fulgte en større separatudstilling på Munkeruphus. I 2017 fik Ibsen for alvor opmærksomhed med en ny separatudstilling på Nivaagaards Malerisamling, Stille Uro, planlagt af Michael Nellemann og kurateret af hans efterfølger Andrea Rygg Karberg. Udstillingen blev akkompagneret af et katalog med tekster af Jesper Christiansen, Mikael Wivel og Ibsens efterkommer Nils Bjervig. Udstillingen fik positive anmeldelser.
Ibsens maleskole, som blev grundlagt i 1941, og som lå i samme bygning som den nazistiske avis Fædrelandet, nåede at påvirke malere som Asger Jørgensen, senere kendt som Asger Jorn, Erik Hoppe, Niels Lergaard, Agnete Therkildsen og Ejler Bille. Under besættelsen planlagde Ibsen foredragene Det skyggeløse Maleri og Ukendte Selvfølgeligheder om Maleri. Han måtte melde fra på grund af sygdom, og i stedet blev det vennen Jørgen Andersen-Nærum, som holdt foredragene ud fra Ibsens noter. Noterne var ikke beregnet til udgivelse, men efter Ibsens død blev teksterne allerede i 1944, udgivet af Asger Jørgensen (Asger Jorn). I 1965 blev teksterne atter genudgivet, denne gang med forord af Jørgen Brynjolf, og atter i 1992, nu med forord af Per Kirkeby.
I 2017 var det Jesper Christiansens tur til at skrive et forord, da teksterne blev udgivet på ny, og Christiansen har selv tilkendt mødet med Ibsens kunst en stor del af æren for, at han selv kastede sig over maleriet. Det samme gælder Kurt Trampedach, som i 1960'erne fik en rundvisning i Knud W. Jensens egen private samling af Ibsens værker. Kunstsamleren Knud W. Jensen havde nemlig et godt øje til Ibsen, og ved Louisianas grundlæggelse i 1958 var flere Ibsen-værker i samlingen eller fandt siden vej til museet. Disse værker er nu deponeret på Nivaagaard.
Derudover har Horsens Kunstmuseum og Statens Museum for Kunst en række værker af maleren. Ibsens efterkommere har fortsat en vigtig samling, mens endnu andre værker er i privateje.

## Værker i udvalg

### Maleri
- 1912, Maleren Ølund-Hansen siddende i en vogn, Statens Museum for Kunst, KMS7248
- 1914, Bomhuset
- 1914, Parti fra Havnegade, København, Brandts, FKM/JWL/211
- 1915, Fra Christianshavns Vold, Kunsten Museum of Modern Art Aalborg, NK 759
- 1915, Vej gennem skov, Museum Jorn, 1988/0025
- 1916, Rygvendt kvinde, privateje (Bruun Rasmussen 1850/597)
- 1917, Selvportræt, privateje
- 1917, Ved vinduet
- Ca. 1917-18, Rolsø Ødekirke på Mols, flere versioner
- 1930, Fra Frederiksholms Kanal
- 1934, Motiv fra Christianshavn, Kunsten Museum of Modern Art Aalborg, NK 880
- 1934, Opstilling, bord med appelsiner, Louisiana, 10-11-271
- 1935, Den blå maler (selvportræt), Horsens Kunstmuseum, 383
- 1937, Opstilling med appelsiner, Statens Museum for Kunst, KMS6597
- 1938, Interiør med figur, Louisiana, 10-21-272
- 1938, Gult bord i blåt interiør
- 1938, Opstilling af blomster og frugter
- 1939, Blå maler
- 1940, Pige med hat, Brandts, FKM/JWL/212
- 1940, Opstilling med rød baggrund, Louisiana, 10-21-273
- 1940, Udsigt over Christianshavn
- Ca. 1940, Opstilling med gule blomster, Museum Salling, M 7
- 1942, Opstilling med kande og frugter, Statens Museum for Kunst, KMS4791
- 1942, Nature morte med hvid kande, Kunsten Museum of Modern Art Aalborg, NK 977
- 1943, Interiør, Esbjerg Kunstmuseum, 245
- 1943, Interiør med model
- 1943, Landskab ved Limfjorden
- 1943, Opstilling, Louisiana, 10-15-274
- Udateret, Selvportræt, Kunsten Museum of Modern Art Aalborg, NK 730

### Skulptur
- 1919, Portræt af købmand Frederik Justs hustru, Museum Jorn, 1995/0088
- 1920, Buste af kantor Holst, gips
- 1920, Portræthoved, gips

## Galleri
- Rygvendt kvinde (1916)
- Rolsø Kapel på Mols
- Opstilling, bord med appelsiner (1934)
- Den blå maler (1935)
- Opstilling med appelsiner (1937)
- Opstilling med rød baggrund (1940)
- Opstilling med gule blomster (ca. 1940)